# Frank Almeda
Frank Almeda ( 1946 ) es un botánico estadounidense especializado en la familia de plantas Melastomataceae.
En 1968 obtuvo un BA en la Universidad del Sur de Florida. En 1975 obtuvo un doctorado en la Universidad de Duke, con la tesis A revision of the Montane-tropical genus Monochaetum (Melastomataceae) of Mexico and Central America. Por esta tesis recibió el Premio Jesse M. Greenman (un premio a la mejor tesis doctoral en el campo de la sistemática de plantas en un año determinado) del Jardín Botánico de Misuri.
Entre 1975 y 1978 Almeda fue profesor asistente en la Universidad de California en Los Ángeles. Entre 1978 y 1985 fue socio conservador en la Academia de Ciencias de California. Entre 1983 y 1986 fue director de investigación aquí. Desde 1985 es curador.
Almeda se dedica a la investigación de las angiospermas, donde se centra en la filogenia, la biogeografía, la biología evolutiva y las relaciones entre las estructuras de la flor y la polinización. Se especializa en la familia Melastomataceae. Por sus investigaciones sobre la familia, que combina los datos de trabajo de campo y análisis en el laboratorio. Se examina la relación entre las plantas y sus polinizadores. Con el uso de la microscopía electrónica de barrido, se analiza la estructura de las semillas y el polen. Realiza un examen citológico en el que se centra en el número de cromosomas y el análisis de secuencias de ADN.
Almeda realiza florísticos inventarios regionales, centrándose en la identificación de los miembros de la familia Melastomataceae en Costa Rica, Chiapas, México y en toda la región de Mesoamérica. Aquí él quiere participar en la fabricación de las claves de identificación, con detalladas descripciones de las especies, información relacionada con la prevención, ilustraciones por las cuales se pueden hacer las identificaciones y discusiones explicativas. También quiere obtener información sobre las aplicaciones locales y comerciales de especies de la familia Melastomataceae y su potencial para la explotación económica. Con sus inventarios, también espera obtener información acerca de las regiones tropicales que son únicas y merecen protección de la información.
Almeda hizo el trabajo de campo en los pantanos costeros y bosques nubosos de montaña de México, América Central y el Caribe , el Cerrado y los bosques a lo largo de las corrientes de agua en zonas de pastizales con poco más árboles ('galería forrest') en Brasil , y el páramo por encima de la línea de árboles en los Andes en Ecuador y Venezuela.
Almeda es miembro de organizaciones como la Sociedad de California Botanical (presidente en 1986-1987), la Sociedad Estadounidense de Taxónomos Vegetales y la Organización para Estudios Tropicales. Es miembro de la Academia de Ciencias de California.
Almeda tiene artículos (co) escritos en revistas como Annals of the Missouri Botanical Garden, Brittonia, Novon en Systematic Botany. Él es autor de más de 130 nombres botánicos. Participa en la Flora Mesoamericana, un proyecto de colaboración que tiene como objetivo identificar y describir las plantas vasculares de Mesoamérica. Es también un miembro de la Organization for Flora Neotropica (OFN), una organización que tiene como objetivo proporcionar la flora del neotrópico. publicando un resumen.
- La abreviatura «Almeda» se emplea para indicar a Frank Almeda como autoridad en la descripción y clasificación científica de los vegetales.[1]